# Samus Aran
Samus Aran (サムス・アラン, Samusu Aran) is een computerspelpersonage bedacht door Nintendo en is de hoofdrolspeelster van de Metroid-serie. Samus is een premiejager en draagt tijdens haar avonturen een "power suit": Een krachtig beschermend pak, uitgerust met een armkanon dat in staat is meerdere soorten energybronnen te gebruiken die energy-uitzendingen (stralen, pulsen, etc) af vuren, speciale laarzen om ondanks het grote gewicht van het pak tot grote hoogtes te kunnen springen, een helm om omgevingen te scannen en andere ingebouwde technologisch geavanceerde apparaten. Met het pak heeft ze de mogelijkheid samen te vouwen tot een bal. In deze vorm kan ze een bepaald soort boost activeren, en omdat ze dan kleiner is kan ze moeilijke plaatsen bereiken.
Het originele Metroid spel liet de spelers geloven dat Samus een man zou zijn. In het instructieboekje wordt gezegd dat ze een man zou zijn, maar op het einde van het spel blijkt Samus een vrouw. Ze is een van de eerste actieve vrouwelijke helden in een reeks spellen van Nintendo dat werd gedomineerd door mannen zoals Link en Mario. In dit soort spellen hadden vrouwen dan meestal de rol hulpeloze prinsessen die gered moesten worden door een man, die dus de hoofdrol had in het spel.
Soms wordt aangenomen dat Metroid verwijst naar Samus, maar Metroids zijn de aliens waar Samus op jaagt.

## Gegevens
- Ras: Mens; Europees kaukasa
- Beroep: Ruimte-premiejager
- Geslacht: Vrouwelijk
- Leeftijd: tussen de 18 en 25
- Geboorteplaats: geboren op een kolonie van de Aarde, namelijk K-2L, groeide op op de planeet Zebes
- Haarkleur: Blond
- Oogkleur: Groen
- Lengte: 1,90 meter
- gewicht: 73 kg

## Biografie
Samus was de dochter van twee kolonisten genaamd Rodney en Virginia Aran. Ze was geboren op een kolonie van de Galactic Federation, K-2L. Wanneer ze drie jaar oud was werd die kolonie aangevallen door een ras genaamd de Space Pirates of de ruimtepiraten. Onder leiding van Ridley hadden de Space Pirates de kolonie volledig vernietigd. Alleen Samus heeft de aanval overleefd. Twee Chozos (een vogelachtig ras) ontvingen een noodsignaal van de kolonie en namen Samus mee naar hun planeet Zebes.
Uiteindelijk ging ze weg van de planeet Zebes om een militaire carrière uit te bouwen bij de Galactic Federation. Hier kwam ze in platoon (eenheid) zeven terecht welke onder leiding stond van Adam Malkovich. Andere leden van deze eenheid waren o.a. Anthony Higgs en James Pierce. Die carrière duurde niet lang, door een zeker 'ongeluk' verliet ze het bevel van Adam en de Galactic Federation. Hierna is ze begonnen als premiejager, waarin ze uitgegroeid is tot een zeer bekende premiejager.